# Piper PA-31

Piper PA-31-350

Le Piper PA-31 Navajo est une famille d'avions bimoteurs conçus et construits par Piper Aircraft pour le marché de l'aviation générale, la plupart utilisant des moteurs Lycoming.

## Production

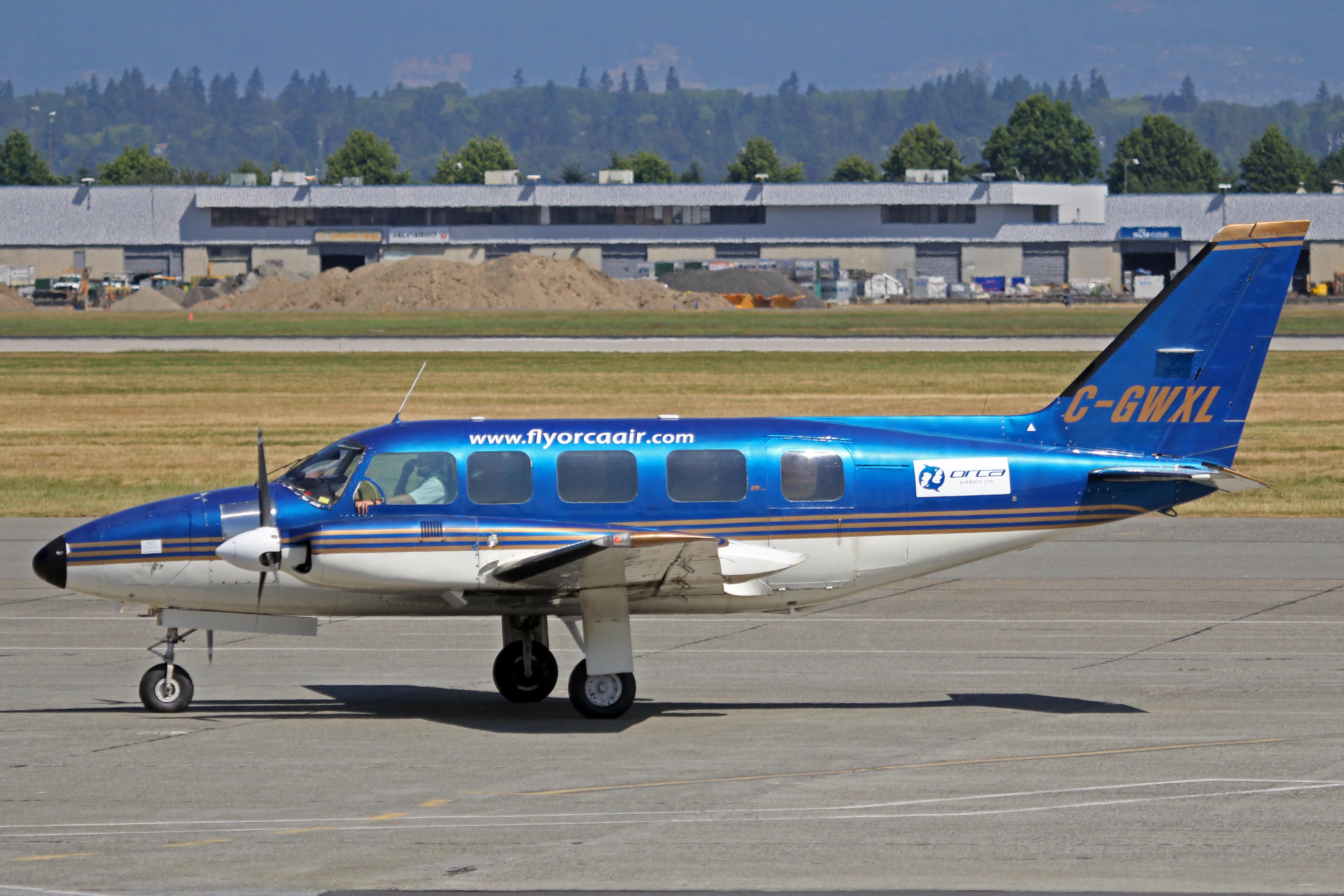
Un PA-31-350 au Canada en 2012.

Le Piper PA-31 Navajo a également été construit sous licence dans un certain nombre de pays d'Amérique latine,.
Destiné au transport de marchandises à petite échelle, aux opérations de desserte et au marché des entreprises, l'avion a été un succès.
En raison de la forte baisse de la demande dans les années 1980, la production du PA-31 a été arrêtée en 1984. Toutefois, on le retrouve toujours dans de nombreuses petites compagnies aériennes à travers le Canada.
Douze PA-31-350 reconditionnés ont servi entre le 28 février 1973 et le 30 septembre 1994 comme avions de liaison au sein de l'Aviation navale française.
Une variante à turbopropulseur, le Piper PA-31T Cheyenne est produite entre 1974 et 1985.
| Type       | Nombre | Lieu                |
| ---------- | ------ | ------------------- |
| PA-31      | 1785   | Lock Haven Lakeland |
| PA-31-350  | 1825   | Lock Haven Lakeland |
| T-1020     | 21     | Lakeland            |
| PA-31-353  | 2      | Lakeland            |
| PA-31P     | 259    | Lock Haven          |
| PA-31P-350 | 50     | Lock Haven          |
| Total      | 3942   |                     |

## Incidents et accidents
Le 14 août 2016, un Piper PA-31 s'écrase en phase d'approche, au sud-est de l'aéroport régional de Tuscaloosa, en Alabama, à la suite d'une perte de puissance de l'un des deux moteurs. Cette panne est signalée par le pilote avant l'impact. L'appareil percute des arbres en approche du terrain. L'avion est totalement détruit et les six occupants meurent.
Le 18 avril 2017, un Piper PA-31 s'est écrasé sur les réserves d'un supermarché non loin de la ville portugaise de Cascais. Le crash fait cinq morts dont les quatre occupants du bimoteur. Trois employés du magasin ont quant à eux été blessés dans l'accident. L'avion venait de décoller à destination du sud de la France.
Le 21 août 2018, un Piper PA-31 s'écrase à Verneuil-sur-Vienne près de Limoges à la suite d'une panne d'essence. Le pilote et l'opératrice du capteur aérien sont gravement blessés.
Le 21 novembre 2022, le Piper PA-31-350 Navajo Chieftain immatriculé HK-5121 s'écrase dans un quartier résidentiel de Medellin en Colombie. Les huit occupants périssent.